# Terespol
Terespol là một thị trấn thuộc huyện Bialski, tỉnh Lubelskie ở đông-nam Ba Lan. Thị trấn có diện tích 10 km². Đến ngày 1 tháng 1 năm 2011, dân số của thị trấn là 5901 người và mật độ 584 người/km².